# Kozachi Lageri (Jersón)
Kozachi Lageri (en ucraniano: Козачі Лагері, lit. 'campos cosacos'; en ruso: Казачьи Лагери, romanizado: Kazachi Lageri) es un pueblo ucraniano perteneciente al óblast de Jersón. Situado en el sur del país, forma parte del raión de Jersón y del municipio (hromada) de Oleshki.  En español se le conoce como Lagueri.
La localidad se encuentra ocupada por Rusia desde febrero de 2022 en el marco de la invasión rusa de Ucrania.

## Geografía
Kozachi Lageri se encuentra a orillas del río Konka, 28 km al noreste de Oleshki y a unos 40 km al este de Jersón. 

## Historia
El pueblo, fundado alrededor de 1785 por siervos refugiados de Ucrania de la Margen Derecha y antiguos cosacos, debe su nombre a un campamento improvisado en el territorio del pueblo de los cosacos del Don en 1783. Durante el Imperio ruso, Kozachi Lageri fue el centro administrativo del vólost de Kozachi-Lageri dentro del uyezd del Dniéper. En 1886, Kozachi Laheri tenía una población de 2.665 habitantes. El pueblo tenía una iglesia ortodoxa, dos tiendas, una escuela y una feria anual en 1886.
Durante la Segunda Guerra Mundial, el pueblo estuvo ocupado por la Alemania nazi del 11 de septiembre de 1941 al 4 de noviembre de 1943.
Hasta el 18 de julio de 2020, Kozachi Lageri fue parte del raión de Oleshki. El raión se abolió en julio de 2020 como parte de la reforma administrativa de Ucrania, que redujo el número de rayones del óblast de Jersón a cinco. El área del raión de Oleshki se fusionó con el raión de Jersón.
La localidad fue tomada por Rusia en la invasión rusa de Ucrania que comenzó en 2022. El 6 de junio de 2023, se produjo la destrucción de la presa de Kajovka, acción atribuida al ejército ruso, lo cual llevó a la inundación de todos los alrededores de la desembocadura del río Dniéper.Alrededor del pueblo se han dado una serie de incursiones ucranianas en la desembocadura del Dniéper desde agosto de 2023.

## Demografía
La evolución de la población de Kozachi Lageri entre 1886 y 2001 fue la siguiente:
| 2665                                                          | 3584 | 3880 | 3726 |
| (Fuente: Cities & Towns of Ukraine y UKRAINE: Größere Städte) |      |      |      |

Según el censo de 2001, la lengua materna de la mayoría de los habitantes, el 94.17%, es el ucraniano; del 5.43% es el ruso.

## Economía
Históricamente, en el pueblo hubo una empresa procesadora de frutas y verduras. A partir de 2020, las ruinas de la antigua fábrica fueron compradas por una empresa de Kiev para hacer almíbares.

## Infraestructura

### Transporte
La carretera nacional M 16 discurre al sur del pueblo. 